# Philodendron gloriosum
Philodendron gloriosum är en kallaväxtart som beskrevs av Éduard-François André. Philodendron gloriosum ingår i släktet Philodendron och familjen kallaväxter.
Artens utbredningsområde är Colombia. Inga underarter finns listade.